# Collegio di Hinckley and Bosworth
Hinckley and Bosworth è un collegio elettorale inglese situato nel Leicestershire, nelle Midlands Orientali, rappresentato alla Camera dei comuni del Parlamento del Regno Unito. Elegge un membro del parlamento con il sistema maggioritario a turno unico; l'attuale parlamentare è Luke Evans del Partito Conservatore, che rappresenta il collegio dal 2019.
Prima del 2024 il collegio era noto con il solo nome di Bosworth.

## Estensione

Bosworth dal 2010 al 2024

- 1885-1918: le divisioni sessionali di Ashby-de-la-Zouch (eccetto le parrocchie civili di Bardon, Breedon, Thringstone, Osgathorpe e Whitwick) e Market Bosworth.
- 1918-1950: i distretti urbani di Coalville e Hinckley, i distretti rurali di Hinckley e Market Bosworth, e la parrocchia civile di Bardon nel distretto rurale di Ashby-de-la-Zouch.
- 1950-1955: i distretti urbani di Coalville e Hinckley e il distretto rurale di Market Bosworth.
- 1955-1974: i distretti urbani di Coalville, Hinckley, e il distretto rurale di Market Bosworth.
- 1974-1983: i distretti urbani di Coalville e Hinckley e il distretto rurale di Market Bosworth.
- 1983-1997: il borgo di Hinckley and Bosworth e il ward del Borough di Charnwood di Bradgate.
- 1997-2010: i ward del borgo di Hinckley and Bosworth di Ambien, Bagworth, Barleston, Nailstone and Osbaston, Barwell, Burbage, Cadeby, Carlton and Market Bosworth, Castle, Clarendon, De Montfort, Desford and Peckleton, Earl Shilton, Markfield, Newbold Verdon, Sheepy and Witherley, Trinity e Twycross and Shackerstone.
- 2010-2024: i ward del borgo di Hinckley and Bosworth di Ambien, Barlestone, Nailstone and Osbaston, Barwell, Burbage St Catherines and Lash Hill, Burbage Sketchley and Stretton, Cadeby, Carlton and Market Bosworth with Shackerstone, Earl Shilton, Hinckley Castle, Hinckley Clarendon, Hinckley De Montfort, Hinckley Trinity, Markfield, Stanton and Fieldhead, Newbold Verdon with Desford and Peckleton, Ratby, Bagworth and Thornton e Twycross and Witherley with Sheepy.
- dal 2024: i ward del borgo di Hinckley and Bosworth di Ambien; Barlestone, Nailstone and Osbaston; Barwell; Burbage St. Catherines and Lash Hill; Burbage Sketchley and Stretton; Cadeby, Carlton and Market Bosworth with Shackerstone; Earl Shilton; Hinckley Castle; Hinckley Clarendon; Hinckley De Montfort; Hinckley Trinity; Newbold Verdon with Desford and Peckleton e Twycross and Witherley with Sheepy, oltre ai ward del distretto di North West Leicestershire di Appleby e Oakthorpe and Donisthorpe.[1]

## Membri del parlamento
| Elezione | Elezione         | Deputato     | Partito            |
| -------- | ---------------- | ------------ | ------------------ |
|          | 1885             | James Ellis  | Liberale           |
| 1892     | Charles McLaren  |              | Liberale           |
| Dic 1910 | Henry McLaren    |              | Liberale           |
|          | 1922             | Guy Paget    | Conservatore       |
|          | 1923             | George Ward  | Liberale           |
|          | 1924             | Robert Gee   | Conservatore       |
|          | 1927 (S)         | William Edge | Liberale           |
|          | 1931             | William Edge | Liberale Nazionale |
|          | 1945             | Arthur Allen | Laburista          |
| 1959     | Woodrow Wyatt    |              | Laburista          |
|          | 1970             | Adam Butler  | Conservatore       |
| 1987     | David Tredinnick |              | Conservatore       |
| 2019     | Luke Evans       |              | Conservatore       |

## Elezioni

### Elezioni negli anni 2020
| Partito                    | Partito                                   | Candidato                  | Risultati 4 luglio 2024 | Risultati 4 luglio 2024 |
| Partito                    | Partito                                   | Candidato                  | Voti                    | %                       |
| -------------------------- | ----------------------------------------- | -------------------------- | ----------------------- | ----------------------- |
|                            | Conservatore                              | Luke Evans                 | 17 032                  | 35,63                   |
|                            | Lib Dem                                   | Michael Mullaney           | 11 624                  | 24,32                   |
|                            | Reform UK                                 | Peter Cheshire             | 8 817                   | 18,45                   |
|                            | Laburista                                 | Rebecca Pawley             | 8 601                   | 17,99                   |
|                            | Verdi                                     | Cassie Wells               | 1 514                   | 3,17                    |
|                            | Indipendente                              | Harry Masters              | 211                     | 0,44                    |
|                            |                                           |                            |                         |                         |
| Iscritti                   | Iscritti                                  | Iscritti                   | 76 431                  | 100,00                  |
| ↳ Votanti (% su iscritti)  | ↳ Votanti (% su iscritti)                 | ↳ Votanti (% su iscritti)  | 47 799                  | 62,54                   |
| ↳ Astenuti (% su iscritti) | ↳ Astenuti (% su iscritti)                | ↳ Astenuti (% su iscritti) | 28 632                  | 37,46                   |
|                            |                                           |                            |                         |                         |
|                            | Esito: collegio confermato a Conservatore |                            |                         |                         |

### Elezioni negli anni 2010
| Partito                    | Partito                                   | Candidato                  | Risultati 12 dicembre 2019 | Risultati 12 dicembre 2019 |
| Partito                    | Partito                                   | Candidato                  | Voti                       | %                          |
| -------------------------- | ----------------------------------------- | -------------------------- | -------------------------- | -------------------------- |
|                            | Conservatore                              | Luke Evans                 | 36 056                     | 63,89                      |
|                            | Laburista                                 | Rick Middleton             | 9 778                      | 17,33                      |
|                            | Lib Dem                                   | Michael Mullaney           | 9 096                      | 16,12                      |
|                            | Verdi                                     | Mick Gregg                 | 1 502                      | 2,66                       |
|                            |                                           |                            |                            |                            |
| Iscritti                   | Iscritti                                  | Iscritti                   | 81 542                     | 100,00                     |
| ↳ Votanti (% su iscritti)  | ↳ Votanti (% su iscritti)                 | ↳ Votanti (% su iscritti)  | 56 432                     | 69,21                      |
| ↳ Astenuti (% su iscritti) | ↳ Astenuti (% su iscritti)                | ↳ Astenuti (% su iscritti) | 25 110                     | 30,79                      |
|                            |                                           |                            |                            |                            |
|                            | Esito: collegio confermato a Conservatore |                            |                            |                            |

| Partito                    | Partito                                   | Candidato                  | Risultati 8 giugno 2017 | Risultati 8 giugno 2017 |
| Partito                    | Partito                                   | Candidato                  | Voti                    | %                       |
| -------------------------- | ----------------------------------------- | -------------------------- | ----------------------- | ----------------------- |
|                            | Conservatore                              | David Tredinnick           | 31 864                  | 56,73                   |
|                            | Laburista                                 | Chris Kealey               | 13 513                  | 24,06                   |
|                            | Lib Dem                                   | Michael Mullaney           | 9 744                   | 17,35                   |
|                            | Verdi                                     | Mick Gregg                 | 1 047                   | 1,86                    |
|                            |                                           |                            |                         |                         |
| Iscritti                   | Iscritti                                  | Iscritti                   | 80 701                  | 100,00                  |
| ↳ Votanti (% su iscritti)  | ↳ Votanti (% su iscritti)                 | ↳ Votanti (% su iscritti)  | 56 168                  | 69,60                   |
| ↳ Astenuti (% su iscritti) | ↳ Astenuti (% su iscritti)                | ↳ Astenuti (% su iscritti) | 24 533                  | 30,40                   |
|                            |                                           |                            |                         |                         |
|                            | Esito: collegio confermato a Conservatore |                            |                         |                         |

| Partito                    | Partito                                   | Candidato                  | Risultati 7 maggio 2015 | Risultati 7 maggio 2015 |
| Partito                    | Partito                                   | Candidato                  | Voti                    | %                       |
| -------------------------- | ----------------------------------------- | -------------------------- | ----------------------- | ----------------------- |
|                            | Conservatore                              | David Tredinnick           | 22 939                  | 42,81                   |
|                            | Lib Dem                                   | Michael Mullaney           | 11 951                  | 22,30                   |
|                            | Laburista                                 | Chris Kealey               | 9 354                   | 17,46                   |
|                            | UKIP                                      | David Sprason              | 9 338                   | 17,43                   |
|                            |                                           |                            |                         |                         |
| Iscritti                   | Iscritti                                  | Iscritti                   | 79 973                  | 100,00                  |
| ↳ Votanti (% su iscritti)  | ↳ Votanti (% su iscritti)                 | ↳ Votanti (% su iscritti)  | 53 582                  | 67,00                   |
| ↳ Astenuti (% su iscritti) | ↳ Astenuti (% su iscritti)                | ↳ Astenuti (% su iscritti) | 26 391                  | 33,00                   |
|                            |                                           |                            |                         |                         |
|                            | Esito: collegio confermato a Conservatore |                            |                         |                         |

| Partito                    | Partito                                           | Candidato                  | Risultati 6 maggio 2010 | Risultati 6 maggio 2010 |
| Partito                    | Partito                                           | Candidato                  | Voti                    | %                       |
| -------------------------- | ------------------------------------------------- | -------------------------- | ----------------------- | ----------------------- |
|                            | Conservatore                                      | David Tredinnick           | 23 132                  | 42,62                   |
|                            | Lib Dem                                           | Michael Mullaney           | 18 100                  | 33,35                   |
|                            | Laburista                                         | Rory Palmer                | 8 674                   | 15,98                   |
|                            | BNP                                               | John Ryde                  | 2 458                   | 4,53                    |
|                            | UKIP                                              | Dutch Veldhuizen           | 1 098                   | 2,02                    |
|                            | Democratici                                       | James Lampitt              | 615                     | 1,13                    |
|                            | Science                                           | Michael Brooks             | 197                     | 0,36                    |
|                            |                                                   |                            |                         |                         |
| Iscritti                   | Iscritti                                          | Iscritti                   | 77 313                  | 100,00                  |
| ↳ Votanti (% su iscritti)  | ↳ Votanti (% su iscritti)                         | ↳ Votanti (% su iscritti)  | 54 274                  | 70,20                   |
| ↳ Astenuti (% su iscritti) | ↳ Astenuti (% su iscritti)                        | ↳ Astenuti (% su iscritti) | 23 039                  | 29,80                   |
|                            |                                                   |                            |                         |                         |
|                            | Esito: collegio passa da Laburista a Conservatore |                            |                         |                         |

### Elezioni negli anni 2000
| Partito                    | Partito                                   | Candidato                  | Risultati 5 maggio 2005 | Risultati 5 maggio 2005 |
| Partito                    | Partito                                   | Candidato                  | Voti                    | %                       |
| -------------------------- | ----------------------------------------- | -------------------------- | ----------------------- | ----------------------- |
|                            | Conservatore                              | David Tredinnick           | 20 212                  | 42,55                   |
|                            | Laburista                                 | Rupert Herd                | 14 893                  | 31,35                   |
|                            | Lib Dem                                   | James Moore                | 10 528                  | 22,16                   |
|                            | UKIP                                      | Denis Walker               | 1 866                   | 3,93                    |
|                            |                                           |                            |                         |                         |
| Iscritti                   | Iscritti                                  | Iscritti                   | 71 642                  | 100,00                  |
| ↳ Votanti (% su iscritti)  | ↳ Votanti (% su iscritti)                 | ↳ Votanti (% su iscritti)  | 47 499                  | 66,30                   |
| ↳ Astenuti (% su iscritti) | ↳ Astenuti (% su iscritti)                | ↳ Astenuti (% su iscritti) | 24 143                  | 33,70                   |
|                            |                                           |                            |                         |                         |
|                            | Esito: collegio confermato a Conservatore |                            |                         |                         |

| Partito                    | Partito                                   | Candidato                  | Risultati 7 giugno 2001 | Risultati 7 giugno 2001 |
| Partito                    | Partito                                   | Candidato                  | Voti                    | %                       |
| -------------------------- | ----------------------------------------- | -------------------------- | ----------------------- | ----------------------- |
|                            | Conservatore                              | David Tredinnick           | 20 030                  | 44,41                   |
|                            | Laburista                                 | Andrew Furlong             | 17 750                  | 39,35                   |
|                            | Lib Dem                                   | Jon Ellis                  | 7 326                   | 16,24                   |
|                            |                                           |                            |                         |                         |
| Iscritti                   | Iscritti                                  | Iscritti                   | 70 040                  | 100,00                  |
| ↳ Votanti (% su iscritti)  | ↳ Votanti (% su iscritti)                 | ↳ Votanti (% su iscritti)  | 45 106                  | 64,40                   |
| ↳ Astenuti (% su iscritti) | ↳ Astenuti (% su iscritti)                | ↳ Astenuti (% su iscritti) | 24 934                  | 35,60                   |
|                            |                                           |                            |                         |                         |
|                            | Esito: collegio confermato a Conservatore |                            |                         |                         |

## Risultati dei referendum

### Referendum sulla permanenza del Regno Unito nell'Unione europea del 2016
|             | Collegio | Lasciare UE % | Rimanere in UE % |
| ----------- | -------- | ------------- | ---------------- |
|             | Bosworth | 60,7%         | 39,3%            |
| Inghilterra | 53,3%    | 46,7%         |                  |
| Regno Unito | 51,9%    | 48,1%         |                  |